# Rumänische Snooker-Meisterschaft
Die rumänische Snooker-Meisterschaft (offiziell: Liga Nationala de Snooker) ist eine jährlich ausgetragene Turnierserie zur Ermittlung des nationalen Meisters Rumäniens in der Billardvariante Snooker.
Dabei spielen 24 Spieler (bis 2012 16 Spieler) zehn Turniere, bei denen Ranglistenpunkte vergeben werden, anhand derer der rumänische Meister ermittelt wird.

## Rumänische Meister
| Jahr | Sieger           | 2. Platz      | 3. Platz         | 4. Platz           |
| ---- | ---------------- | ------------- | ---------------- | ------------------ |
| 2010 | Babken Melkonyan | Daniel Bontea | Bogdan Marchis   | Mihnea Biciusca    |
| 2011 | Daniel Bontea    | Mario Amza    | Toma Marinescu   | Valentin Militaru  |
| 2012 | Daniel Bontea    | Andrei Orzan  | Mario Amza       | Paul Croitoru      |
| 2013 | Andrei Orzan     | Rareș Sinca   | Daniel Bontea    | Mario Amza         |
| 2014 | Andrei Orzan     | Mihai Vladu   | Rareș Sinca      | Paul Croitoru      |
| 2015 | Mihai Vladu      | Andrei Orzan  | Mario Amza       | Alexandru Statache |
| 2016 | Andrei Orzan     | Mihai Vladu   | Daniel Bontea    | Matei Roșca        |
| 2017 | Andrei Orzan     | Rareș Sinca   | Paul Croitoru    | Matei Roșca        |
| 2018 | Mihai Vladu      | Tudor Popescu | Rareș Sinca      | Paul Croitoru      |
| 2019 | Mihai Vladu      | Tudor Popescu | Mădălin Gal      | Maxim Ene          |
| 2020 | Mihai Vladu      | Tudor Chițu   | Maxim Ene        | Tudor Popescu      |
| 2021 | Tudor Chițu      | Mihai Vladu   | Babken Melkonyan | Andrei Orzan       |
| 2022 | Mihai Vladu      | Tudor Chițu   | Andrei Orzan     | Tudor Popescu      |
| 2023 | Andrei Orzan     | Tudor Popescu | Tudor Chițu      | Mihai Vladu        |
| 2024 | Tudor Popescu    | Tudor Chițu   | Mihai Vladu      | Andrei Orzan       |